# Витория, Руй
Ру́й Ка́рлуш Пи́нью да Вито́рия (порт. Rui Carlos Pinho da Vitória; род. 16 апреля 1970, Алверка-ду-Рибатежу, Алверка-ду-Рибатежу-и-Собралинью) — португальский футбольный тренер, ранее выступавший как футболист на позиции полузащитника.

## Биография
Витория родился в Алверке, в 25 километрах от Лиссабона. Любовь к футболу ему привил отец, работавший сварщиком в авиакомпании TAP. Начал заниматься футболом в девять лет в академии клуба «Алверка». По окончании школы поступил на факультет физического воспитания Лиссабонского университета, где учился пять лет, не бросая футбол.
За карьеру Витория прошёл через пять клубов, никогда не выступал в клубах рангом выше третьего дивизиона. В «Вилафранкенсе» он провёл большую часть своей карьеры, где и позже начал свою тренерскую карьеру в 2003 году. За годы своей футбольной карьеры он играл на позиции опорного полузащитника, завершив карьеру в сезоне 2002/03, в возрасте 32 лет.
Несколько лет совмещал тренерскую работу с преподавательской. С 1998 года по 2010 год был учителем в школе имени Гагу Коутинью в Алверке и оставил о своих уроках самую добрую память.

### Личная жизнь
В сентябре 2002 года родители погибли в автокатастрофе. После этого Витория не смог больше вернуться на поле.
В 2020 году муниципалитет Алверки назвал одну из улиц города в честь Руя Витории, на табличке написано: «Улица Руя Карлуша Пинью да Витории, учителя и футбольного тренера».

## Тренерская карьера

### Ранние годы
Начал тренерскую карьеру в 2002 году в «Вилафранкенсе», который выступал во втором дивизионе Португалии, в 2004 году покинул клуб. На протяжении следующих двух лет, с 2004 по 2006 год, Витория являлся тренером юношеской команды лиссабонской «Бенфики».
В 2006 году возглавил клуб третьего дивизиона «Фатима». В первом же сезоне вывел клуб во второй дивизион, но в следующем сезоне они снова опустились в третий дивизион. В сезоне 2008/09 выиграли третью лигу и вышли во второй дивизион.

### «Пасуш де Феррейра»
2 июня 2010 году возглавил клуб высшего дивизиона чемпионата Португалии «Пасуш де Феррейра». В первом сезоне с клубом он занял 7-е место в лиге, в финале Кубка португальской лиги уступил «Бенфике» 1:2. Второй сезон начал также в «Пасуш де Феррейра», но спустя три тура покинул клуб, так как был приглашён в «Виторию» Гимарайнш.

### «Витория» (Гимарайнш)
В конце августа 2011 года Витория стал главным тренером клуба «Витория» Гимарайнш, с которым на второй сезон, в 2013 году, сумел завоевать первый серьёзный трофей в тренерской карьере — Кубок Португалии, на этот раз переиграв в финале всё ту же «Бенфику». Этот трофей стал первым для клуба за всю его историю. Клуб испытывал ощутимые финансовые проблемы, Руй Витория в этих условиях сделал ставку на молодых, с той поры успешная работа с недавними дублёрами стала визитной карточкой португальского специалиста. 10 августа 2013 года в матче за Суперкубок Португалии «Витория» уступила «Порту» 0:3. Всего Руй Витория возглавлял «Виторию» четыре сезона, за которые дважды выводил клуб в еврокубки.

### «Бенфика»

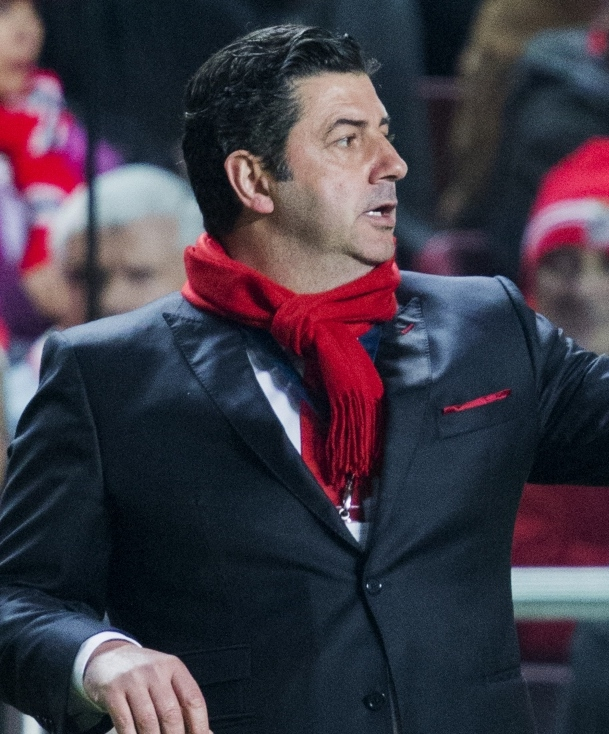
Витория руководит «Бенфикой» во время матча Лиги чемпионов против петербургского «Зенита»

11 июня 2015 года «Бенфика» подтвердила, что новым главным тренером команды станет Руй Витория, контракт был подписан на 3 года. Первый сезон в качестве тренера клуба начался с чрезвычайно сложной игры на Суперкубок Португалии со «Спортингом», в которой «Бенфика» уступила. Однако, несмотря на неудачный старт, «Бенфика» набирала очки и боролась «Спортингом» в борьбе за титул, которая продолжалась до конца чемпионата и по итогу именно «Бенфика» завоевала титул. В первый же сезон работы в «Бенфике» он сумел дойти с ней до четвертьфинала Лиги чемпионов, уступив «Баварии». 15 мая 2016 года «Бенфика» выиграла чемпионат в третий раз подряд и установила новый рекорд чемпионата Португалии по набранным очкам (88), превзойдя 86 очков «Порту» Жозе Моуринью в сезоне 2002/03. 20 мая 2016 года Витория впервые в карьере смог выиграть Кубок лиги в матче против «Маритиму» со счётом 6:2.
7 августа 2016 года «Бенфика» начала сезон 2016/17 с победы в Суперкубке в матче с «Брагой» со счётом 3:0. 13 мая 2017 года клуб четвёртый раз подряд и второй раз под руководством Витории завоевал чемпионский титул. 28 мая 2017 года клуб выиграл Кубок Португалии в игре против «Витории Гимарайнш» со счётом 2:1.
Третий сезон во главе клуба начался 5 августа 2017 года матчем за Суперкубок против «Витории Гимарайнш», «Бенфика» выиграла со счётом 3:1, таким образом выиграв трофей турнира второй раз подряд.
За три с половиной года работы в лиссабонском клубе Витория выиграл два чемпионата Португалии, а всего сумел завоевать шесть различных трофеев. 3 января 2019 года «Бенфика» уволила Виторию с поста главного тренера команды в связи с неудовлетворительными результатами — после 15-ти туров чемпионата Португалии «орлы» занимали лишь четвёртое место.

### «Ан-Наср»
Через неделю после увольнения из «Бенфики», 10 января 2019 года Витория вернулся к тренерской работе, возглавив клуб из Саудовской Аравии «Ан-Наср», который занимал второе место, контракт был подписан на 1,5 года. По итогам сезона помог команде завоевать чемпионский титул.
Позже Витория привёл «Ан-Наср» к полуфиналу Лиги чемпионов АФК 2020 года, где они проиграли иранскому «Персеполису» только по пенальти. Летом 2019 года завоевал Суперкубок. 27 декабря 2020 года Витория покинул клуб по обоюдному согласию, на момент ухода «Ан-Наср» был 15-м в таблице, набрав всего 8 очков в 10 матчах.

### «Спартак» (Москва)

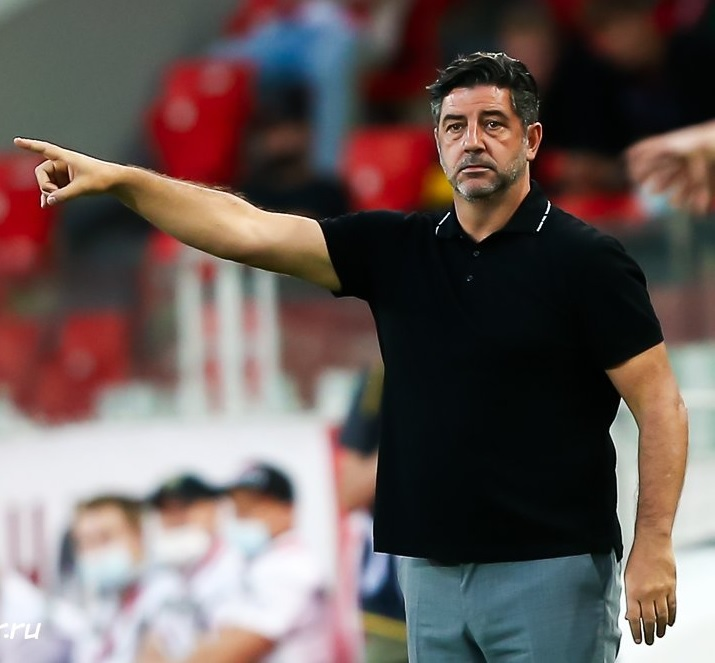
Витория руководит московским «Спартаком» в матче квалификации Лиги чемпионов против «Бенфики»

21 мая 2021 года Витория был назначен главным тренером московского «Спартака», заключив контракт до лета 2023 года. Вместе с Виторией в клуб пришли ассистенты Арналду Тейшейра, Сержиу Ботелью, Вальтер Диаш и тренер вратарей Луиш Эштевеш. 17 июня 2021 года провёл свою первую тренировку в московском клубе.
Перед стартом сезона 2021/22, 18 июля 2021 года «Спартак» под руководством Витории стал победителем предсезонного турнира «Кубка Матч Премьер», обыграв «Сочи» (4:0), «Рубин» (4:0) и «Химки» (5:1). 24 июля 2021 года Витория провёл свой первый официальный матч в «Спартаке», гостевой матч 1-го тура чемпионата России против казанского «Рубина» завершился поражением 1:0. Красно-белые проиграли матч открытия сезона РПЛ впервые за 10 лет, а также впервые за семь лет проиграли в Казани. 30 июля 2021 года красно-белые одержали свою первую победу в сезоне, обыграв в гостевом матче 2-го тура чемпионата России «Крылья Советов» (1:0).
7 августа 2021 года команда проиграла в 3-м туре дебютанту лиги «Нижнему Новгороду» (1:2). «Спартак» проиграл два из трёх стартовым матчей РПЛ впервые с сезона 2011/12. Кроме того, Руй Витория повторил тренерский антирекорд «Спартака» по числу матчей, потребовавшихся для того, что потерпеть третье поражение. 4 и 10 августа 2021 года «Спартак» проиграл оба матча 3-го квалификационного рауда Лиги чемпионов лиссабонской «Бенфике» (0:2, 0:2) и покинул турнир, красно-белые получили право сыграть на групповом этапе Лиги Европы. За пять игр во главе московской команды Витория потерпел четыре поражения, кроме того команда забила лишь один мяч с игры, ещё один мяч был забит с пенальти. 14 августа 2021 года красно-белые выиграли свой второй матч в сезоне, обыграв в 4-м туре «Урал» (1:0). 21 августа 2021 года «Спартак» в гостевом матче 5-го тура чемпионата России сыграл вничью с тульским «Арсеналом» (1:1), за пять сыгранных туров команда забила всего четыре мяча, меньше забил только «Урал», находившийся на последнем месте. Также, красно-белые набрали всего 7 очков за пять туров — это худший результат с 2011 года. 26 августа 2021 года команда проиграла домашний матч 6-го тура чемпионата России «Сочи» (1:2). Три поражения в шести матчах — повторение антирекорда «Спартака» в российской истории, хуже клуб стартовал только в последнем сезоне Олега Романцева.
Сентябрь команда начала с домашней победы в матче 7-го тура чемпионата России против «Химок» (3:1). 15 сентября 2021 года «Спартак» стартовал в групповом этапе Лиги Европы домашним матчем против «Легии» (0:1), в котором команда проиграла. Это стало уже четвёртое домашнее поражение при шесть сыгранных матчах. Кроме того, «Спартак» проиграл 6 из 10 матчей после назначения Руя Витории на пост главного тренера, до португальца такой старт команда выдавал лишь раз в истории — красно-белые также уступили в 6 из 10 матчах после того, как тренером команды стал Анатолий Крутиков в 1976 году. 20 сентября 2021 года в 8-м туре чемпионата России команда снова проиграла, на этот раз в дерби московскому ЦСКА (0:1), пропустив единственный мяч в матче на 81-й минуте. Это стало уже 7 поражение в 11 матчах, команда забила всего 8 мячей в 8 матчах чемпионата, а в 5 из 11 матчей не забивали вовсе и лишь в одном матче было больше одного забитого мяча. 30 сентября 2021 года «Спартак» в гостевом матче 2-го тура Лиги Европы обыграл «Наполи» (3:2), впервые в истории победив в Италии, а также команда впервые под руководством Витории одержала две победы подряд.
24 октября 2021 года в гостевом матче против петербургского «Зенита» (1:7), команда под руководством Руя Витории потерпела 200 поражение в чемпионатах России, а также впервые в истории чемпионатов России и СССР пропустила 7 мячей. 7 ноября 2021 года «Спартак» в 14-м туре чемпионата России играя в меньшинстве с первого тайма сыграл вничью с московским «Локомотивом» (1:1). Красно-белые продолжили серию без побед — команда не может выиграть в шести матчах подряд во всех турнирах, последняя победа была 3 октября 2021 года над «Ахматом» (1:0). 24 ноября 2021 года команда прервала семиматчевую безвыигрышную серию, обыграв в домашнем матче 5-го тура Лиги Европы «Наполи» (2:1).
4 декабря 2021 года в матче 17-го тура против «Ахмата» (2:1) была прервана двухмесячная серия без побед в Российской премьер-лиге. 9 декабря 2021 года «Спартак» обыграл «Легию» (1:0) в матче 6-го тура Лиги Европы и занял первое место в группе. Клуб впервые в истории вышел из группы Лиги Европы, а также впервые с 1995 года занял в еврокубковой группе первое место. После появления слухов о назначении на пост главного тренера Паоло Ваноли, болельщики «Спартака» в социальных сетях поддержали Виторию, а также создали петицию в поддержку тренера.
13 декабря 2021 года «Спартак» провёл свой последний матч в году, потерпев в 18-м туре чемпионата России разгромное поражение от «Сочи» (0:3). На зимний перерыв «Спартак» ушёл на девятом месте: в активе команды всего 23 очка, команда Витории одержала всего одну победу в последних восьми играх в РПЛ. 15 декабря 2021 года «Спартак» и Витория приняли решение о расторжении контракта по взаимному согласию сторон.

### Сборная Египта
12 июля 2022 года был назначен в национальную сборную Египта, подписав контракт на четыре года. В первом матче под руководством Витории 23 сентября 2022 года египтяне со счётом 3:0 обыграли сборную Нигера, положив начало восьмиматчевой победной серии, которая прервалась лишь через год поражением от команды Туниса со счётом 1:3. Подопечные Витории неудачно выступили на Кубке африканских наций 2023, не выиграв ни одного матча на групповом этапе, но выйдя в плей-офф после трёх ничьих со сборными Мозамбика, Ганы и Кабо-Верде, все три матча закончились со счётом 2:2. Однако уже на стадии 1/8 финала сборная Египта в серии послематчевых пенальти уступила сборной ДР Конго и покинула турнир. 4 февраля 2024 года было объявлено об уходе Витории с поста главного тренера сборной Египта.

## Достижения
В качестве главного тренера
Фатима:
- Победитель Третьего дивизиона: 2008/09

Витория:
- Обладатель Кубка Португалии: 2012/13

Бенфика:
- Чемпион Португалии (2): 2015/16, 2016/17
- Обладатель Кубка Португалии: 2016/17
- Обладатель Кубка португальской лиги: 2015/16
- Обладатель Суперкубка Португалии (2): 2016, 2017

Ан-Наср:
- Чемпион Саудовской Аравии: 2018/2019
- Обладатель Суперкубка Саудовской Аравии: 2019

Индивидуальные
- Лучший тренер чемпионата Португалии: 2015/16, 2016/17
- Тренер месяца в чемпионате Саудовской Аравии: март 2019, октябрь 2019

## Тренерская статистика
| Команда             | Начало работы   | Завершение работы | Показатели | Показатели | Показатели | Показатели | Показатели | Показатели | Показатели | Показатели |
| Команда             | Начало работы   | Завершение работы | М          | В          | Н          | П          | МЗ         | МП         | +/-        | % побед    |
| ------------------- | --------------- | ----------------- | ---------- | ---------- | ---------- | ---------- | ---------- | ---------- | ---------- | ---------- |
| Вилафранкензе       | 22 октября 2002 | 30 июня 2004      | 75         | 33         | 11         | 31         | 104        | 105        | −1         | 044,00     |
| Фатима              | 1 июля 2006     | 30 июня 2010      | 140        | 63         | 42         | 35         | 202        | 143        | +59        | 045,00     |
| Пасуш де Феррейра   | 1 июля 2010     | 30 августа 2011   | 42         | 17         | 13         | 12         | 57         | 59         | −2         | 040,48     |
| Витория (Гимарайнш) | 31 августа 2011 | 30 июня 2015      | 153        | 62         | 30         | 61         | 203        | 200        | +3         | 040,52     |
| Бенфика             | 1 июля 2015     | 3 января 2019     | 183        | 125        | 27         | 31         | 388        | 161        | +227       | 068,31     |
| Ан-Наср             | 10 января 2019  | 27 декабря 2020   | 86         | 54         | 13         | 19         | 191        | 96         | +95        | 062,79     |
| Спартак (Москва)    | 24 мая 2021     | 15 декабря 2021   | 26         | 9          | 6          | 11         | 30         | 39         | −9         | 034,62     |
| Сборная Египта      | 11 июля 2022    | 4 февраля 2024    | 18         | 12         | 4          | 2          | 40         | 13         | +27        | 066,67     |
| Панатинаикос        | 31 октября 2024 | н.в.              | 38         | 21         | 7          | 10         | 54         | 40         | +14        | 055,26     |
| Итого               | Итого           | Итого             | 761        | 396        | 153        | 212        | 1269       | 856        | +413       | 052,04     |